# 懿公 (衛)
懿公（いこう、紀元前?年 - 紀元前660年）は、衛の第19代君主。恵公の子。

## 生涯
恵公の子として生まれる。
恵公31年（前669年）5月、恵公が薨去したため、子の姫赤（以降は懿公と表記）が立って衛の君主となった。
懿公は即位してから鶴を好み、鶴を大夫の車に乗せたり鶴に禄位を与えるなど、淫楽奢侈な性格であったため、人民も大臣もみな服従しなかった。
懿公3年（前666年）1月、衛が王子穨（たい）をかくまっていたため、周王は斉に命じて衛を攻撃させた。斉の桓公は衛の罪を責めたが、懿公が賄賂を差し出したため軍を引いた。
懿公9年（前660年）12月、北の異民族の翟（てき、狄）が衛を攻撃してきた。懿公は出兵しようとしたが、兵は従わず、大臣にいたっては「鶴が好きなら鶴に翟を撃たせたらよいでしょう」と言うありさまで、誰も懿公に従おうとはしなかった。そこで懿公は石祁子と寧荘子の2人に夫人を守らせ、渠孔と子伯に戦車を任せ、黄夷を先鋒に、孔嬰斉を殿軍に任命して出陣した。懿公はこの少数の衛軍を率いて翟の軍勢と熒沢の地で戦ったが、懿公が旗を立て通したため集中射撃を浴びて戦死した。こうして衛は大敗し、翟によって都の朝歌が攻め落とされた。都城などから脱出した5千人の遺民たちは黔牟の甥である姫申（戴公）を衛君に立てて曹に遷都した。

## 弘演納肝
『呂氏春秋』巻11・忠廉紀によると懿公は殺害後、翟人に食べられてしまい肝臓だけが打ち捨てられた。寵臣の弘演という者がそれを見て悲憤し殉死を決意。自殺すると遺言通り、腹を切って肝臓を取り出し代わりに懿公の肝臓を入れて葬られた。ちなみに衛の懿公は中国史上唯一、人間に食べられた君主である。

## 参考資料
- 『春秋左氏伝』（荘公二十八年、閔公二年）
- 司馬遷『史記』（衛康叔世家第七）